# 53025 Willnoel
53025 Willnoel è un asteroide della fascia principale interna. Scoperto nel 1998, presenta un'orbita caratterizzata da un semiasse maggiore pari a 2,315631 UA e da un'eccentricità di 0,263549, inclinata di 24,586941° rispetto all'eclittica. Ha un diametro di 3,346 km e un'albedo di 0,250.
Fa parte della famiglia di asteroidi Focea.